# Аскер (Норвегия)
Вижте пояснителната страница за други значения на Аскер.
А̀скер (на норвежки: Asker) е град и община в Южна Норвегия.

## География
Разположен е във фюлке Акешхус на около 20 km южно от столицата Осло. Той е предградие (град-сателит) на Осло. Получава статут на община на 1 януари 1838 г. Население на града и общината – 53 374 жители според данни от преброяването към 1 юли 2008 г.

## Спорт
Представителният футболен женски отбор на града носи името ФК Аскер. Играе в най-горното ниво на норвежкия женски футбол.

## Личности
- Харалд V (р. 1937), роден в резиденцията Скаугум край Аскер

## Побратимени градове
- Торсхавн, Ферьорски острови